# Straboviridae
Straboviridae  ist die Bezeichnung für eine Familie von Viren mit sog. Kopf-Schwanz-Aufbau (Klasse Caudoviricetes), die Bakterien infizieren (solche bakteriellen Viren werden auch Bakteriophagen genannt).
Die Familie wurde im März/April 2022 vom International Committee on Taxonomy of Viruses (ICTV) eingerichtet.

## Forschungsgeschichte
Diese Familie wurde vom ICTV eingerichtet, um alle T4-ähnlichen Phagen, die histotrophe Bakterien infizieren, zusammenzufassen – einschließlich der bestehenden Unterfamilien Tevenvirinae, Emmerichvirinae und Twarogvirinae.
Um Monophylie herzustellen, wurden gleichzeitig die folgenden Gattungen aus der Unterfamilie Tevenvirinae ausgegliedert: Schizotequatrovirus, Slopekvirus, Pseudotevenvirus und Krischvirus .
Die T4-ähnlichen Cyanophagen wurden dagegen in der Familie Kyanoviridae zusammengefasst.
Phylogenetische Analysen zeigen eine tiefe Verzweigung zwischen den damals neu gebildeten Familien Straboviridae und Kyanoviridae.

## Beschreibung
Die Viruspartikel (Virionen) der Straboviridae haben die für Mitglieder der Caudoviricetes typische Kopf-Schwanz-Struktur, das Kapsid des Kopfes hat keine Hülle. Der längliche ist 120 nm lang und 86 nm breit. Das Kapsid hat eine längliche (d. h. nicht-isometrische) ikosaedrische Symmetrie T=13 Q=21 und besteht aus 152 Kapsomeren.
Der Schwanz ist kontraktil und hat 6 lange Endfasern, dazu 6 kurze Stacheln (Spikes) und eine kleine Grundplatte.

## Genom und Proteom
Die Straboviridae haben ein lineares dsDNA-Genom mit einer Länge von etwa 169 kbp (Kilobasenpaaren), das für etwa 300 Proteine kodiert.
Die Gene werden von Operons transkribiert. Sie kodieren u. a. für folgende Gene:
- Desoxyadenosin-Methylase (DNA-Adenin-Methylase) [P04392]

- (DNA-abhängige) DNA-Polymerase [P04415]
- DNA-Topoisomerase [P09176]
- DNA-Primase [P04520]
- Serin-Protease (Peptidase S77) [P06807]
- ADP-Ribosyl-Transferase [P39423, P39421]
- NAD(+)-Arginin ADP-Ribosyl-Transferase [P12726]
- DNA-Ligase [P00970]
- RNA-Ligase [P32277]
- Exonuklease [P04521]
- Endonuklease [P04418, P07059, P39250]
- Terminase [P17312]
- Desoxycytidin-Desaminase [P16006]
- Polynucleotid-Kinase [P06855]
- Ribonucleosid-Diphosphat-Reduktase [P32282]
- Desoxynukleotid-Monophosphat-Kinase [P04531]
- Dihydrofolatreduktase [P04382]
- Thymidylat-Synthase [P00471]
- Thymidinkinase [P13300]
- Ribonuklease H [P13319]
- Exo-Desoxyribonuklease [P04536]
- Endolysin [P09176]

## Replikation
Die Replikation der Straboviridae findet im Zytoplasma der Wirtszellen statt. Die einzelnen Schritte sind wie folgt:
1. Adsorption: Die Viruspartikel der Phagen heften sich über ihre Schwanzfasern an die Zielzelle an.
2. Das Virus-Exolysin (Murein-Hydrolase)[4] baut die Zellwand lokal ab.
3. Injektion der Virus-DNA in das Zytoplasma der Wirtszelle durch Kontraktion der Schwanzscheide.
4. Transkription und Translation von „frühen“ Genen.
5. Replikation des DNA-Genoms. Transkription und Translation von „späten“ Genen.
6. Assembly: Aufbau eines leeren Prokapsids und Verpackung des Genoms.
7. Zusammenbau der Virusschwanzfasern und des Virusschwanzes.
8. Die reifen Virionen werden durch Lyse aus der Zelle freigesetzt.

## Etymologie
Die Bezeichnung der Familie Straboviridae verweist auf den griechischen Philosophen Strabon; der Suffix ‚-viridae‘ steht für Virusfamilien.

## Systematik
Innere Systematik der Familie Straboviridae gemäß International Committee on Taxonomy of Viruses (ICTV), Stand Mai/Juni 2024:
Familie Straboviridae (36 Gattungen)
- Unterfamilie Emmerichvirinae
  - Gattung Ceceduovirus
    - Spezies Ceceduovirus assw, mit Aeromonas phage AS-sw
    - Spezies Ceceduovirus aszj, mit Aeromonas phage AS-zj
    - Spezies Ceceduovirus cc2, mit Aeromonas phage CC2
    - Spezies „Aeromonas-Phage AP1“[8][A. 4] (zu den Jumbo-Phagen, hybride Merkmale der Gruppe 1 mit den Kynoviridae und Untergruppe 2.2[10])

- - Gattung Ishigurovirus
    - Spezies Ishigurovirus osborne (Aeromonas-Virus 65), mit Aeromonas phage 65

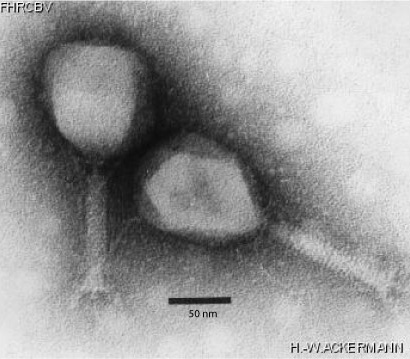
EM-Aufnahme zweier Virionen der Gattung Tequatrovirus

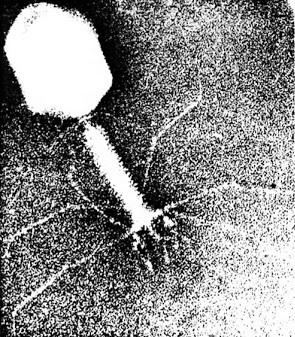
Escherichia-Phage T4, Gattung Tequatrovirus

- Unterfamilie Tevenvirinae[11] mit Tequatrovirus (T. T2, T. T4 und T. T6), Details siehe dort

- Unterfamilie Twarogvirinae
  - Gattung Acajnonavirus
    - Spezies Acajnonavirus acj9, mit Acinetobacter-Phage Acj9

  - Gattung Hadassahvirus
    - Spezies Hadassahvirus azbtza1, mit Acinetobacter-Phage AbTZA1
    - Spezies Hadassahvirus pht2, mit Acinetobacter-Phage vB_AbaM_PhT2

  - Gattung Lasallevirus
    - Spezies Acinetobacter virus Acj61, mit Acinetobacter-Phage Acj61

  - Gattung Lazarusvirus
    - Spezies Lazarusvirus am101, mit Acinetobacter-Phage AM101
    - Spezies Lazarusvirus apostate, mit Acinetobacter-Phage vB_AbaM_Apostate
    - Spezies Lazarusvirus berthold, mit Acinetobacter-Phage vB_AbaM_Berthold
    - Spezies Lazarusvirus fhyacithree, mit Acinetobacter-Phage vB_ApiM_fHyAci03
    - Spezies Lazarusvirus karl, mit Acinetobacter-Phage KARL-1
    - Spezies Lazarusvirus kimel, mit Acinetobacter-Phage vB_AbaM_Kimel
    - Spezies Lazarusvirus kronadin, mit Acinetobacter-Phage vB_AbaM_Konradin
    - Spezies Lazarusvirus lazarus, mit Acinetobacter-Phage vB_AbaM_Lazarus

  - Gattung Zedzedvirus
    - Spezies Zedzedvirus zz1 (Acinetobacter-Virus ZZ), mit Acinetobacter-Phage ZZ1

- ohne Unterfamilienzuweisung
  - Gattung Angelvirus
    - Spezies Angelvirus px29, mit Aeromonas phage PX29

  - Gattung Biquartavirus
    - Spezies Biquartavirus 44RR2, mit Aeromonas phage 44RR2.8t

  - Gattung Bragavirus
    - Spezies Bragavirus p43, mit Proteus phage phiP4-3
    - Spezies Bragavirus pm2, mit Proteus phage PM2
    - Spezies Bragavirus pm5461, mit Proteus phage vB_PmiM_Pm5461

  - Gattung Carettavirus
    - Spezies Carettavirus e142, mit Escherichia-Phage phiE142

  - Gattung Chrysonvirus
    - Spezies Chrysonvirus as5, mit Aeromonas phage phiAS5

  - Gattung Cinqassovirus
    - Spezies Cinqassovirus aeh1 (Aeromonas-Virus Aeh1), mit Aeromonas phage Aeh1
    - Spezies Cinqassovirus ah1, mit Aeromonas phage ah1

  - Gattung Gualtarvirus
    - Spezies Gualtarvirus mp1, mit Morganella phage vB_MmoM_MP1

  - Gattung Jiangsuvirus
    - Spezies Jiangsuvirus pspyzu05, mit Pseudomonas phage PspYZU05

  - Gattung Krischvirus (früher Rb49virus; früher zu Tevenvirinae)
    - Spezies Krischvirus ecd7 (Escherichia-Virus ECD7), mit Escherichia-Phage ECD7
    - Spezies Krischvirus gec3s (Escherichia-Virus GEC3S), mit Enterobacteria-Phage GEC-3S
    - Spezies Krischvirus georgiaone (Escherichia-Virus phi1), mit Escherichia-Phage Phi1
    - Spezies Krischvirus jse (Escherichia-Virus JSE), mit Escherichia-Phage JSE
    - Spezies Krischvirus kfsec, mit Escherichia virus KFS-EC
    - Spezies Krischvirus RB49 (Escherichia-Virus RB49), mit Escherichia-Phage RB49

  - Gattung Mylasvirus (ausgegliedert aus Schizotequatrovirus)
    - Spezies Mylasvirus persius (Vibrio-Virus nt1), mit Vibrio phage nt-1 (Vibrio-Phage nt-1)

  - Gattung Nanhuvirus
    - Spezies Nanhuvirus LPCS28, mit Cronobacter phage LPCS28 (Cronobacter-Phage LPCS28)

  - Gattung Pseudotevenvirus
    - Spezies Pseudotevenvirus gap161, mit Cronobacter-Phage vB_CsaM_GAP161
    - Spezies Pseudotevenvirus imecf2, mit Citrobacter-Phage IME-CF2
    - Spezies Pseudotevenvirus leb, mit Cronobacter-Phage vB_CsaM_leB
    - Spezies Pseudotevenvirus lee, mit Cronobacter-Phage vB_CsaM_leE
    - Spezies Pseudotevenvirus lw1, mit Escherichia-Phage Lw1
    - Spezies Pseudotevenvirus margaery, mit Citrobacter-Phage Margaery[A. 5]
    - Spezies Pseudotevenvirus miller, mit Citrobacter-Phage Miller
    - Spezies Pseudotevenvirus RB16 (Escherichia-Virus RB16), mit Escherichia-Phage RB16
    - Spezies Pseudotevenvirus RB43 (Escherichia-Virus RB43), mit Escherichia-Phage RB43

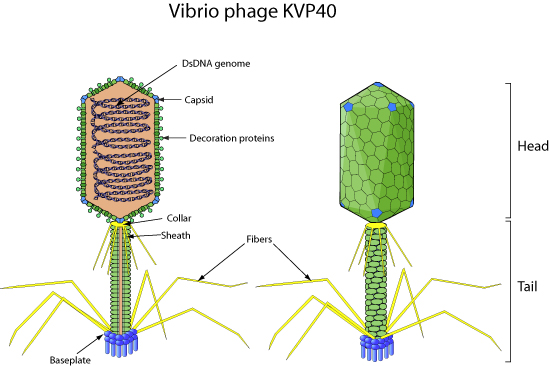
Schemazeichnung von Vibrio-Phage KVP40 (Spezies Schizotequatrovirus KVP40)

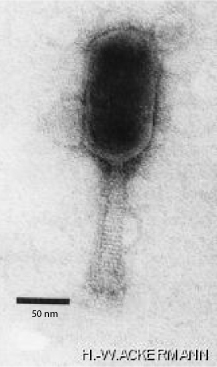
EinVirion der Gattung Schizotequatrovirus

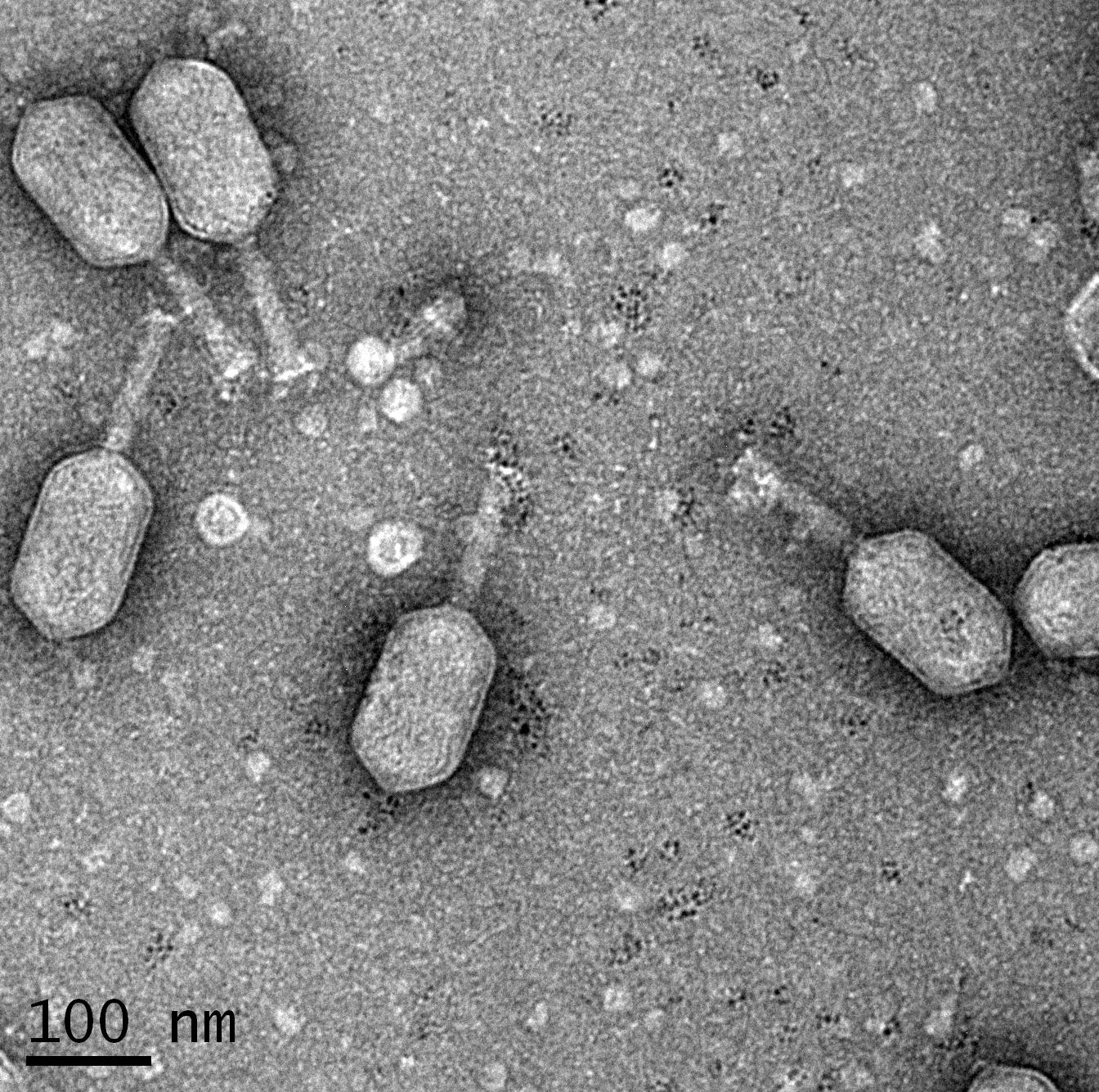
Virionen des Stammes Vibriophage ϕpp2 der Spezies Schizotequatrovirus KVP40

  - Schemazeichnung von Vibrio-Phage KVP40 (Spezies Schizotequatrovirus KVP40)EinVirion der Gattung SchizotequatrovirusVirionen des Stammes Vibriophage ϕpp2 der Spezies Schizotequatrovirus KVP40Gattung: Schizotequatrovirus (früher Schizot4virus, Schizot4likevirus; früher zu Tevenvirinae)[12]
    - Spezies Schizotequatrovirus KVP40 (Vibrio-Virus KVP40), mit 
Vibrio phage KVP40 (Vibrio-Phage KVP40) – Referenz („Exemplar“)
Vibrio-Phage phi-pp2 alias Vibriophage ϕpp2
    - Spezies Schizotequatrovirus valkk3 (Vibrio-Virus ValKK3), mit Vibrio phage ValKK3 (Vibrio-Phage ValKK3)
    - Spezies Schizotequatrovirus vh7d (Vibrio-Virus VH7D), mit Vibrio phage VH7D (Vibrio-Phage VH7D)

  - Gattung Slopekvirus (früher Kp15virus, 5 Spezies)[A. 6]
    - Spezies Slopekvirus eap3 (Enterobacter-Virus Eap3), mit Enterobacter-Phage phiEap-3
    - Spezies Slopekvirus kp15 (Klebsiella-Virus KP15, ehem. Typus), mit Klebsiella-Phage KP15[13]
    - Spezies Slopekvirus kp27 (Klebsiella-Virus KP27), mit Klebsiella-Phage KP27
    - Spezies Slopekvirus matisse (Klebsiella-Virus Matisse), mit Klebsiella-Phage Matisse
    - Spezies Slopekvirus pht4A, mit Escherichia-Phage phT4A
    - Spezies „Klebsiella virus Miro“ („Klebsiella-Virus Miro“, nicht mehr ICTV-gelistet), mit
Klebsiella-Phage Miro
Klebsiella-Phage vB_KpnM-VAC66
    - Spezies „Klebsiella virus PMBT1“ („Klebsiella-Virus PMBT1“, nicht mehr ICTV-gelistet), mit
Klebsiella phage P-KP2 (Klebsiella-Phage P-KP2)
Klebsiella phage PMBT1 (Klebsiella-Phage PMBT1)
Klebsiella phage vB_KpnM_M1 (Klebsiella-Phage vB_KpnM_M1) alias Phage vB_Kp M1[14][13]

  - Gattung Tulanevirus (früher Secunda5virus)
    - Spezies Tuaanevirus ime13, mit Stenotrophomonas-Phage IME13
    - Spezies Tulanevirus 50ahydr13pp, mit Aeromonas-Phage 50AhydR13PP
    - Spezies Tulanevirus 60ahydrpp, mit Aeromonas-Phage 60AhydR15PP
    - Spezies Tulanevirus aes12, mit Aeromonas-Phage Aes012
    - Spezies Tulanevirus aes508, mit Aeromonas-Phage Aes508
    - Spezies Tulanevirus as4, mit Aeromonas-Phage phiAS4
    - Spezies Tulanevirus asgz, mit Aeromonas-Phage AS-gz
    - Spezies Tulanevirus bteighttwo (Aeromonas-Virus 25), mit Aeromonas phage 25 (Aeromonas-Phage 25)

## Wirtsspektrum
Die Wirte der Straboviridae sind Gammaproteobakterien, hauptsächlich aus der Ordnung Enterobacterales, sowie einiger anderer. Dazu gehören:
- Enterobacterales (Citrobacter, Cronobacter, Erwinia, Escherichia, Klebsiella, Pectobacterium, Salmonella, Serratia, Shigella, Yersinia)
- Moraxellales[16] (Acinetobacter)
- Vibrionales (Vibrio)
- Aeromonadales (Aeromonas)